# Záhornický potok
Záhornický potok je levostranný přítok Smíchovského potoka. Pramení v Mezihájí pod vrchem Klobouček – západně od vsi Hlušice v okrese Hradec Králové.

## Popis toku
Pramení v lese v lokalitě Mezihájí pod vrchem Klobouček, západně od vsi Hlušice. V momentě, kdy opustí les, připojuje se do něj zprava další krátký potůček a po několika metrech potok, tekoucí z nádrže Hliňák. Teče směrem západním a než proteče rybníkem Osecký, západně od Kněžic, napájí ho zleva jedna vodoteč. Za Oseckým rybníkem druhá vodoteč zprava. Za Kněžicemi zleva Beňovický potok.
Dále teče jihozápadním směrem. Zprava přitéká potok V Prutech, zleva jeden beze jména. Poté opět dva proti sobě a navíc jeden zprava. Před Záhornicemi napájí jeden rybník a přibírá vodu z jednoho potoka zleva. V Záhornicích napájí druhý rybník a pokračuje pod kostelem svatého Matouše k severozápadu. Zde ještě nabere vody z jednoho přítoku vlevo. Za Záhornicemi je to jedna vodoteč zprava, druhá zleva a v momentě, kdy se potok stočí zcela na sever, ještě jedna zleva. 
Zde začíná meandrovat, protéká mokřadem a vlévá se do rybníka Vražda. Z Vraždy teče do rybníka Komorní – oba ve vsi Nouzov. Z Komorního rybníka odtéká směrem západním. Teče zatravnělou nížinou mezi lesy a po několika metrech se vlévá do Smíchovského potoka. 